# Patritius Oswald

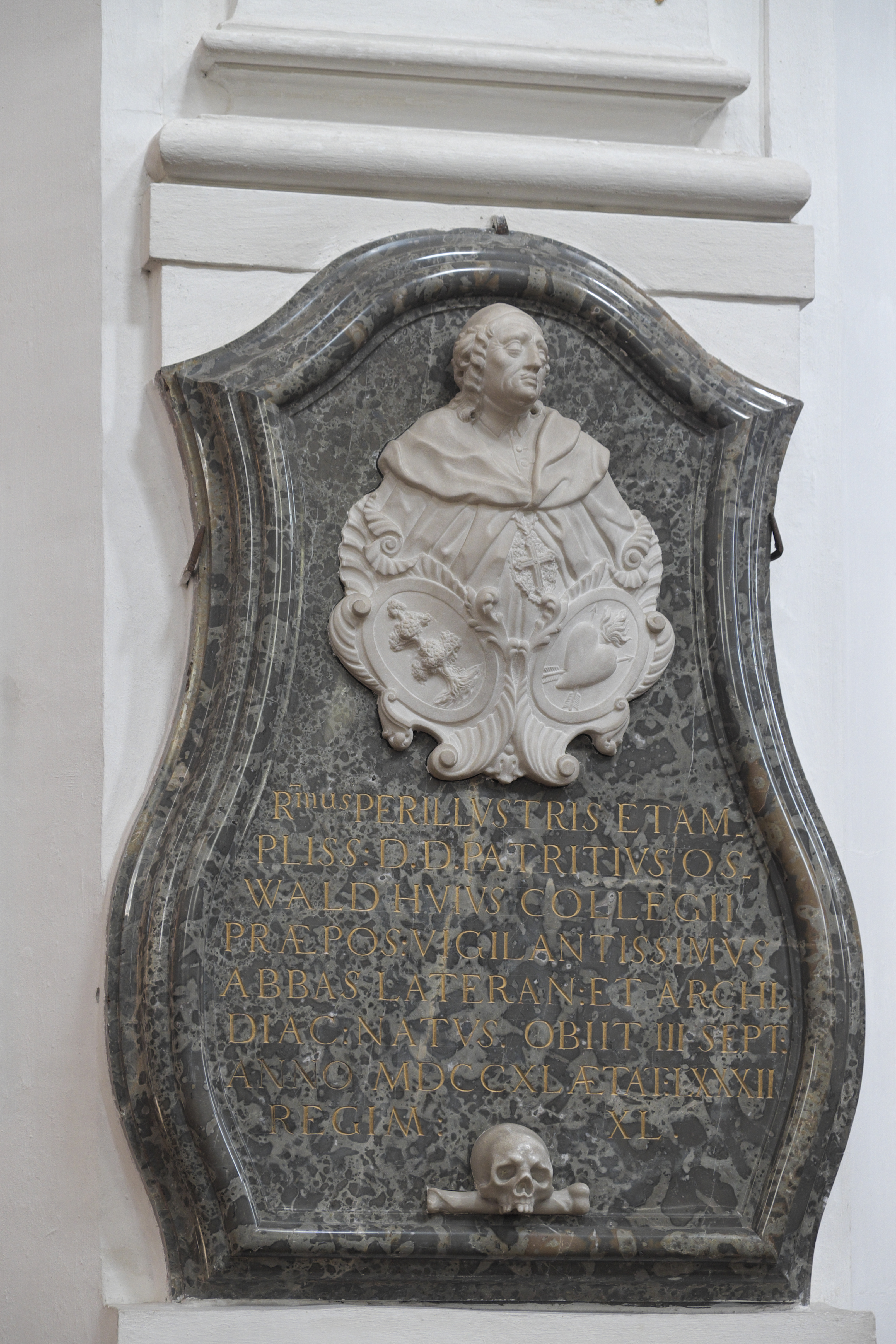
Epitaph für Patritius Oswald in der ehemaligen Stiftskirche Mariä Geburt in Rottenbuch

Patritius Oswald, Taufname: Georg (* 23. April 1658 in Benediktbeuern, Kurfürstentum Bayern; † 3. September 1740) war Propst des Augustiner-Chorherrenstifts in Rottenbuch. Heute ist Rottenbuch eine Gemeinde im oberbayerischen Landkreis Weilheim-Schongau.

## Leben
Der Sohn eines Schneiders trat 1679 nach dem Abschluss des Jesuitengymnasiums München (heute: Wilhelmsgymnasium München) in das Augustiner-Chorherrenstift Rottenbuch ein und erhielt dort bei seiner Profess 1680 den Klosternamen Patritius.
Patritius Oswald war von 1700 bis zu seinem Tod 1740 Propst des Chorherrenstifts. Er veranlasste die Neufassung der Altäre im Langhaus der Stiftskirche und ließ neue Altäre für die Querschiffe errichten. Einige dem Stift inkorporierte Kirchen ließ er ebenfalls neu ausstatten. Joseph Schmuzer wurde unter Patritius Oswald im Jahr 1735 zum Stiftsbaumeister ernannt.
Nach dem Tod von Patritius Oswald wurde in der Klosterkirche ein Epitaph für ihn errichtet, das von Anton Sturm aus Füssen geschaffen wurde. Die Inschrift unter dem Reliefbrustbild lautet:
Rms. PERILLUSTRIS. ET AMPLISS. D.D. PATRITIUS OSWALD HUIUS COLLEGII PRAEPOSITUS VIGILANTISSIMUS ABBAS LATERANENSIS ET ARCHIDIACONUS NATUS OBIIT III. SEPT. ANNO MDCCXL AETAT: LXXXII. REGIM. XL.
„Der hochehrwürdige und erlauchte Herr, Herr Patritius Oswald, wachsamer Propst dieses Stifts, lateranensischer Abt und geborener Archidiakon, starb am 3. September 1740 im Alter von 82 Jahren im 40. Jahr seiner Amtszeit“.
Sein Nachfolger als Propst war Clemens Prasser.